# Epiplatys grahami
Epiplatys grahami es una especie de pez de la familia de los aplocheílidos en el orden de los ciprinodontiformes.

## Morfología
Los machos pueden alcanzar los 7 cm de longitud total.

## Distribución geográfica
Se encuentran en África: Benín, Nigeria, Camerún y noroeste de Guinea Ecuatorial.